# Allium tenuicaule
Allium tenuicaule är en amaryllisväxtart som beskrevs av Eduard August von Regel. Allium tenuicaule ingår i släktet lökar, och familjen amaryllisväxter. Inga underarter finns listade i Catalogue of Life.